# Željezna vrata (Split)
Željezna vrata (lat. Porta ferrea), zapadna vrata Dioklecijanove palače u Splitu. U rimsko doba nosila su naziv porta occidentalis ili porta principalis sinistra, a koristila su se za ulazak u Dioklecijanove († o. 316.) sumporne toplice, ali i za izvođenje kažnjenih legionara na bičevanje ili kamenovanje. Nalazila su se na osi istok-zapad kojom se protezala cesta via decumanus, koja je na istočnoj strani završavala sa Srebrnim vratima. Najbolje su sačuvana vrata carskog kompleksa.

## Opis
Željezna vrata nalazila su se po sredini zapadnog zida carske palače. Arhitrav ima bogatu profilaciju, dok je luk jednostavno profiliran. Umjesto slijepih lukova i stupića, poredan je niz prostih arkada. U doba pokrštenja, na središnjem kamenu arhitrava uklonjena je statua poganske božice Viktorije, a uklesan križ. Na ovim vratima nalaze se uz propugnakul stube, slične prvotnima, koje vode u ophodni hodnik propugnakula. Hodnik na svakoj strani ima po tri arkade veličine 1,45 x 2,90 m s unutarnje strane i po pet s vanjske strane. Širina hodnika je 1,20 m, desni dio zida širok je 0,57, a lijevi 0,45 m pa ukupna širina zida iznosi 2,22 m. Hodnik je visok oko 5,20 m i povrh njega nalazi se originalni kameni pokrov od kamenih ploča kojim završava visina perimetralnog zida i to je jedino mjesto u palači gdje se moće vidjeti vrh glavnog zida. Relativna visina na tom mjestu iznosi 15,75 m, a prag je 1 m niže od današnjeg prolaza.

## Povijest
Željezna vrata jedina su od svih četiriju koja su bila u funkciji od trenutka izgradnje do današnjice. Tijekom pročišćenja palače od poganskih simbola, uklonjen je s nadvratnika kip božice Viktorije (Nika), a na njenom su mjestu kršćani u 5. stoljeću urezali križ. Iznad unutrašnjeg dijela vrata, izgrađena je, u stražarskom hodniku, crkva prvotno posvećena sv. Teodoru, a kasnije prozvana crkvom Gospe od Zvonika u kojoj se čuvala slika Gospe od Zvonika. Predromanički zvonik podignut je u 11. stoljeću i najstariji je sačuvani zvonik na jadranskoj obali.
Nakon širenja grada iz palače na zapad, Željezna vrata ostaju otvorena pa se otada nazivaju slobodna vrata. Uz njih je s vanjske lijeve strane izgrađen romanički zvonik sa satom i zvonom, koji dijelom prikriva vrata, a ispred njega nalijevo i zgrada gradske straže, koja je korištena prije širenja grada na zapad. S desne strane nalazi se plemićka palača obitelji Cipriani Benedetti, koju krase dva jedinstvena šesterolučna prozora. U srednjem vijeku je prostor unutar vrata korištena kao sudnica, a sve do 20. stoljeća bio je ispunjen malim kućama i trgovinama.